# Kingston Aces
Kingston Aces byl kanadský klub ledního hokeje, který sídlil v Kingstonu v provincii Ontario. V letech 1977–1982 působil v amatérské soutěži Ontario Hockey Association Senior A. Založen byl v roce 1965, zanikl v roce 1973. Své domácí zápasy odehrával v hale Kingston Memorial Centre s kapacitou 3 300 diváků.
V roce 1967 byl klub účastníkem Spenglerova poháru, prestižní evropské zimní soutěže. V již zmiňovaném ročníku se umístil na celkovém druhém místě. Společně s týmem Rochester Americans jsou pak jedinými klubovými účastníky poháru ze Severní Ameriky.

## Přehled ligové účasti
Zdroj: 
- 1965–1973: Ontario Hockey Association Senior A

## Účast v mezinárodních pohárech
Zdroj: 
Legenda: SP - Spenglerův pohár, EHP - Evropský hokejový pohár, EHL - Evropská hokejová liga, SSix - Super six, IIHFSup - IIHF Superpohár, VC - Victoria Cup, HLMI - Hokejová liga mistrů IIHF, ET - European Trophy, HLM - Hokejová liga mistrů, KP – Kontinentální pohár
- SP 1967 – Základní skupina (2. místo)